# 盤臀電鰩
盤臀電鰩（學名：Diplobatis tschudii），又稱盤臀電鱝，為軟骨魚綱電鰩目雙鰭電鰩科盤臀電鰩屬的一種，分布於東南太平洋祕魯至智利、西南大西洋烏拉圭至阿根廷海域，深度5至165公尺，體長可達53.8公分，棲息在大陸棚沙泥底質海域，為底棲性魚類，屬肉食性，以雙殼貝為主食，體內的發電器官，可能用來防禦或捕食，生活習性不明。